# Stadecken-Elsheim
Stadecken-Elsheim ist eine Ortsgemeinde im Landkreis Mainz-Bingen in Rheinland-Pfalz. Sie gehört der Verbandsgemeinde Nieder-Olm an.

## Geographie
Stadecken-Elsheim liegt knapp 15 km (Luftlinie) südwestlich der Landeshauptstadt Mainz im Zentrum des Weinbaugebietes Rheinhessen beiderseits der Selz.
Die Gemeinde gliedert sich in die beiden Ortsteile Elsheim und Stadecken. Zum Ortsteil Elsheim gehören auch die Wohnplätze Am Weiherborn und Windhäuserhof, zum Ortsteil Stadecken die Wohnplätze Peterswiese und Wolfshof.

Die Nachbargemeinden sind Jugenheim im Westen, Essenheim im Nordosten, Nieder-Olm im Osten (alle ebenfalls der Verbandsgemeinde Nieder-Olm zugehörend), Schwabenheim im Nordwesten (Verbandsgemeinde Gau-Algesheim) und Saulheim (Verbandsgemeinde Wörrstadt im Landkreis Alzey-Worms) im Süden.

## Geschichte

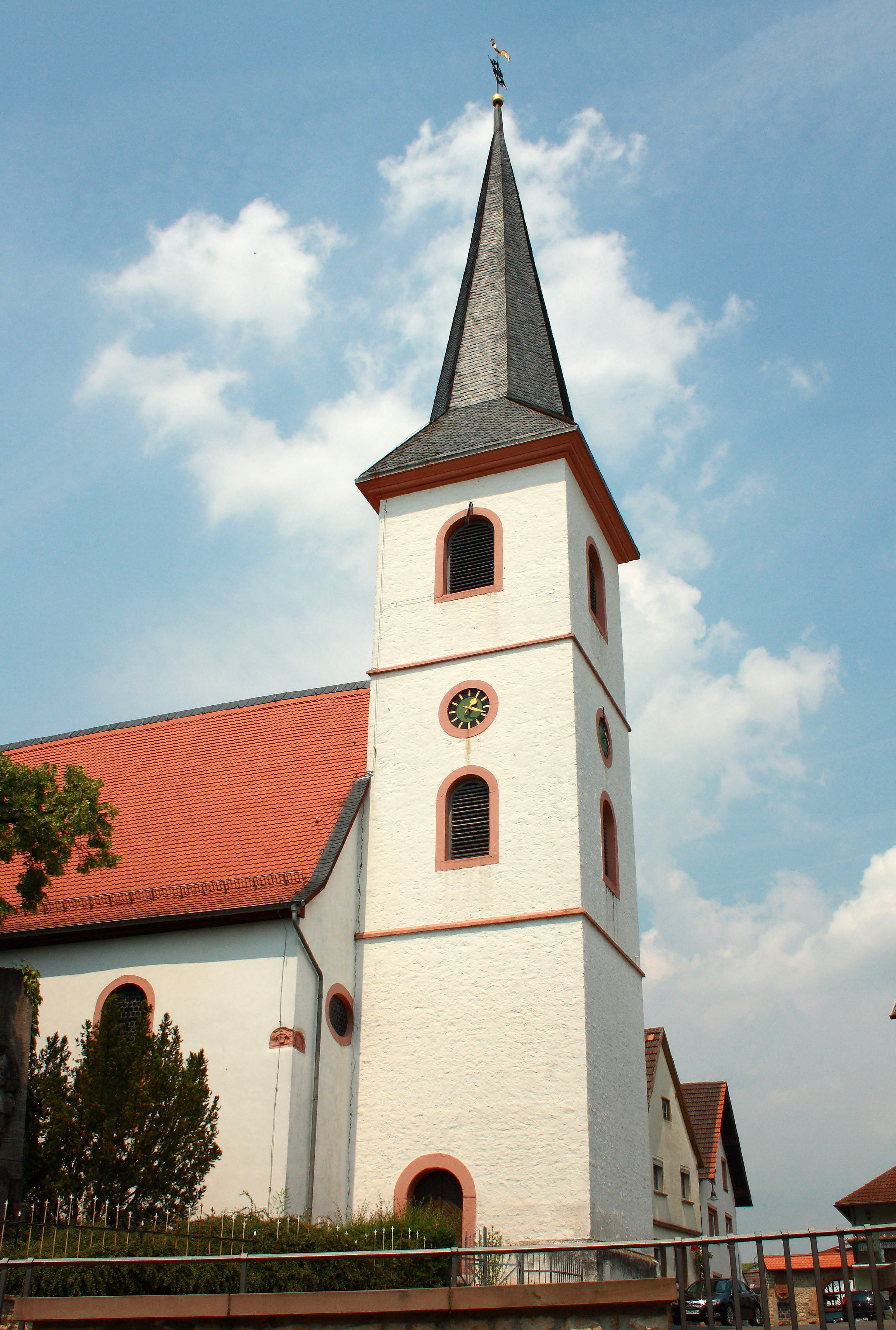
Evangelische Kirche in Stadecken

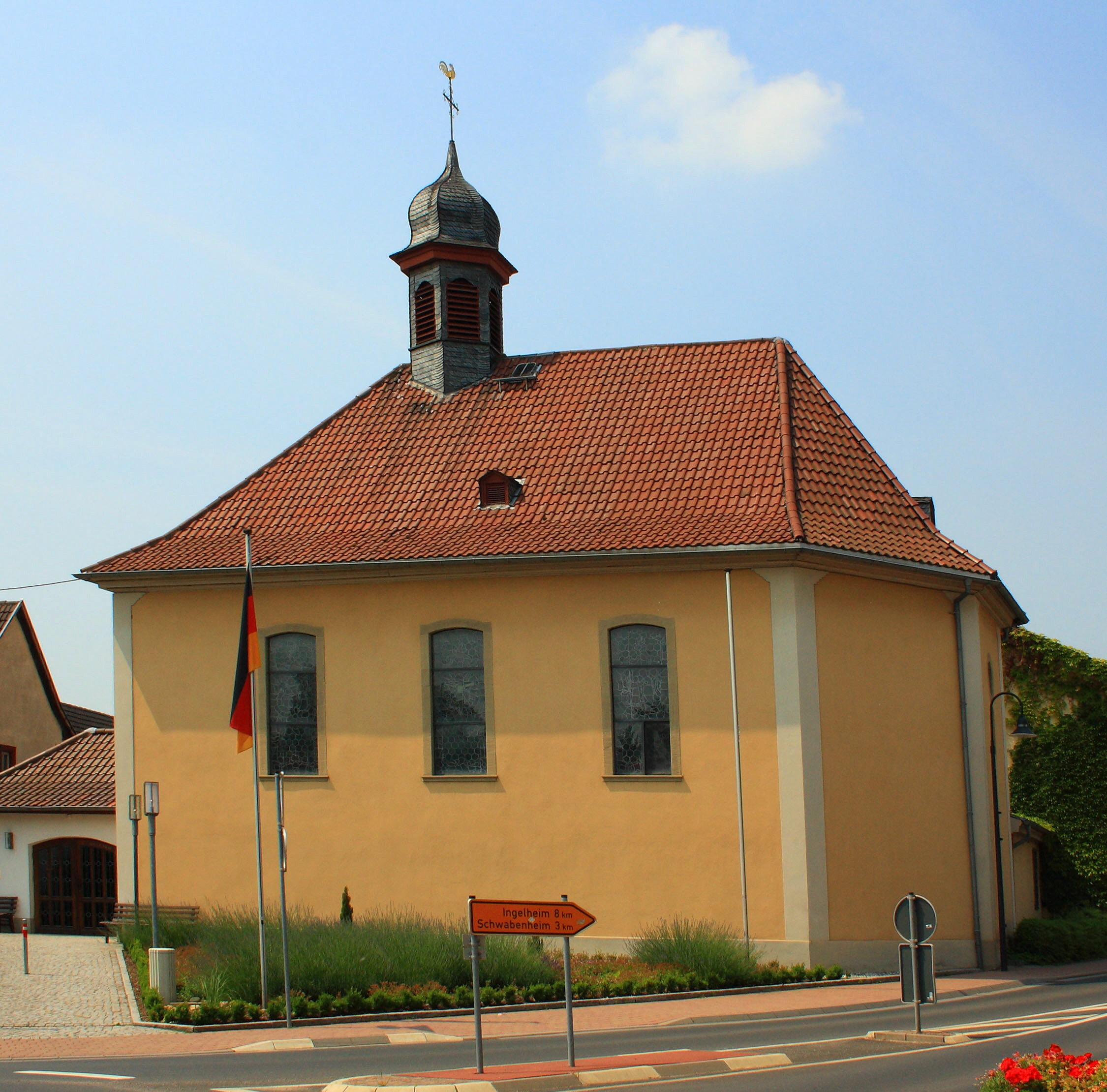
Katholische Kirche St. Walburga in Elsheim

Stadecken-Elsheim ist eine Gemeinde, die am 7. Juni 1969 aus den bis dahin eigenständigen Gemeinden Stadecken und Elsheim hervorging. Der für die neu fusionierte Gemeinde vorgeschlagene Name „Sonnenberg“ war verworfen worden. Aufgrund der vormaligen Eigenständigkeit der Ortsteile muss die Geschichte der beiden Ortsteile bis 1969 separat betrachtet werden.

### Geschichte Stadeckens
Der Ortsteil Stadecken hat seinen für die Region ungewöhnlichen Namen von der Wasserburg Stadeck, die 1276 erstmals als „Eckburg am Gestade“ urkundlich erwähnt wurde. Das Schloss mit dem umliegenden Schlossweiler stellte für Jahrhunderte einen wichtigen Verwaltungsmittelpunkt und einen landesherrlichen Domänenbetrieb mit Weinbau dar, der für die umliegenden Ortschaften große Bedeutung hatte.
Dem mächtigen Dynastengeschlecht der Grafschaft Katzenelnbogen, die auch Darmstadt, St. Goar und Teile des Taunus beherrschten, gelang es, im 13. Jahrhundert im Gau Fuß zu fassen, indem sie 1289 als Vögte den weltlichen Schutz der zum Stift St. Andres zu Köln gehörenden drei Pfarrkirchen Hedesheim, Engelstadt und Ockenheim übernahmen. Graf Eberhart errichtete 1291 zur Sicherung dieses Gebietes das Schloss Stadeck als Wasserburg auf dem Territorium von Hedesheim. Er siedelte bald darauf die Einwohner im Schutze seiner Burg an und erhielt 1301 für seinen Burgweiler vom römisch-deutschen König Albrecht I. die Stadtrechte. Hedesheim, das alte Dorf aus dem 7. Jahrhundert, verwaiste und ist heute nur noch durch die Stadecker Flurbezeichnung „Im Altdorf“ präsent. Obwohl des Grafen von Katzenelnbogen Bestrebungen zur Vergrößerung des Burgweilers „Stadeck“ nicht in die Tat umgesetzt werden konnte, blieb seine Burg eine wichtige Sperre gegen das weitere Vordringen von Kurmainz und wurde ein wichtiger Stützpunkt zur Sicherung seiner Hausmacht.
1468 gab Graf Phillip von Katzenelnbogen vor dem Aussterben seines Geschlechts Stadeck seiner Enkelin Ottilie bei ihrer Vermählung mit dem Markgrafen  Christoph I. von Baden als Mitgift, sodass es später als Witwensitz der Markgräfin dienen sollte.
1507 verkaufte die Dynastie Baden die Herrschaft Stadeck an die Ritter von Quad-Wickrath. Diese Zwischenperiode dauerte allerdings nur bis zum Jahre 1564. In diesem Jahr kaufte Wolfgang von Zweibrücken Amt, Schloss und Dorf Stadeck für 32.000 Gulden. Die Pfalzgrafen ließen das nunmehr neugebildete Amt, das aus Stadeck, Essenheim und großem Besitz in der Flur Elsheim bestand, durch Amtsmänner verwalten, die mit dem Pfarrer, dem Lehrer und vier Knechten auf dem Schloss Stadeck wohnten. Das Schloss Stadeck kann in Zweibrücker Zeit als befestigtes Landrats- und Finanzamt angesehen werden. Das Dorf zählte zu dieser Zeit ca. 350 Einwohner, welche zusammen mit den Essenheimern zu Frondiensten verpflichtet waren. Die Dorfgemeinde hatte in dieser Zeit eine Selbstverwaltung unter dem Schultheiß und unter den fünf Ratsmännern. Sie bildeten das Gericht Stadeck. Im April 1632 wurden bei Kämpfen zwischen Spaniern und Schweden das Schloss und der größte Teil des Dorfes vernichtet. Bei der großen Pfalzverwüstung 1689 erlitt Stadecken wieder Schaden.
Im Jahr 1733 fiel das Amt Stadeck (Stadecken und Essenheim) bei der Erbregulierung an die Kurpfalz. Es kam zum Oberamt Oppenheim. Die landesherrlichen Beamten stellte zu dieser Zeit die aus Kreuznach stammende Beamtenfamilie Hecht. In der französischen Zeit von 1797 bis 1814 gehörte Stadecken dem Departement Donnersberg und dem Kanton Niederolm an. Der Präfekt des Départements Jeanbon St. André hatte sich sogar 1802 einen Sommersitz auf dem Mainzer Berg, den Windhäuser Hof, erworben. 1816 kamen Amt und Dorf an das Großherzogtum Hessen. 1828 ging der Windhäuser Hof in den Besitz von Friedrich Theodor Langen über.
Auch in der Zeit des Nationalsozialismus kam Stadecken eine besondere Rolle zu. Die Ortsgruppe der NSDAP, die bereits Anfang April 1929 durch den Weinhändler Moritz Cramer in der Landgemeinde Stadecken ins Leben gerufen worden war, stellte den zentralen Fixpunkt für die Ausbreitung der Partei im nördlichen Gebiet der Region Rheinhessen dar. Dies ging sogar so weit, dass überlegt wurde, den Ort in Hitlerhausen umzubenennen. Hierzu wurden damals auch bereits Ansichtskarten mit der Inschrift „Gruß aus Hitlerhausen (z. Zt. noch Stadecken genannt)“ angefertigt. Auf der Karte konnte man den Ortsteil sehen, über dem eine mit einem Hakenkreuz versehene Sonne aufgeht.

### Geschichte Elsheims
Elsheim hat eine nicht weniger traditionsreiche Vergangenheit. Die Anfänge reichen, ähnlich wie Hedesheim, der „Vorläufersiedlung“ Stadeckens, bis in die Zeit der Franken zurück. Elsheim wurde 1144 erstmals als „Ilgesheim“ urkundlich erwähnt. Elsheim gehörte, anders als Stadecken, jahrhundertelang zu den freien Reichsdörfern des Ingelheimer Grundes. Dieser war seit 1375 dem Pfalzgrafen verpfändet und wurde ihm 1407 endgültig als Reichspfandschaft überlassen, was er bis Ende des 18. Jahrhunderts blieb. Die Elsheimer Bürger hatten als Dank ihrer Zugehörigkeit zum Reichsgebiet dieselben Rechte und Pflichten wie die Bürger der freien Reichsstädte. Auch Elsheim musste im Dreißigjährigen Krieg große Zerstörungen hinnehmen, blieb aber trotz der anschließenden Hungerjahre bestehen. Bessere Zeiten brachten das Wirtschaftsleben in Gang, das Straßennetz wurde ausgebaut, wovon heute noch die „Ehrensäule“ kündet. Am 8. Juni 1975 wurde auf dem Friedhof ein Gedenkstein enthüllt, der an den 1942 wegen einer Beziehung zu einer deutschen Frau getöteten Unteroffizier Leon Szczepaniak erinnert. Die Aufarbeitung stieß noch über dreißig Jahre später auf Widerstand in der Gemeinde.

## Politik

### Gemeinderat

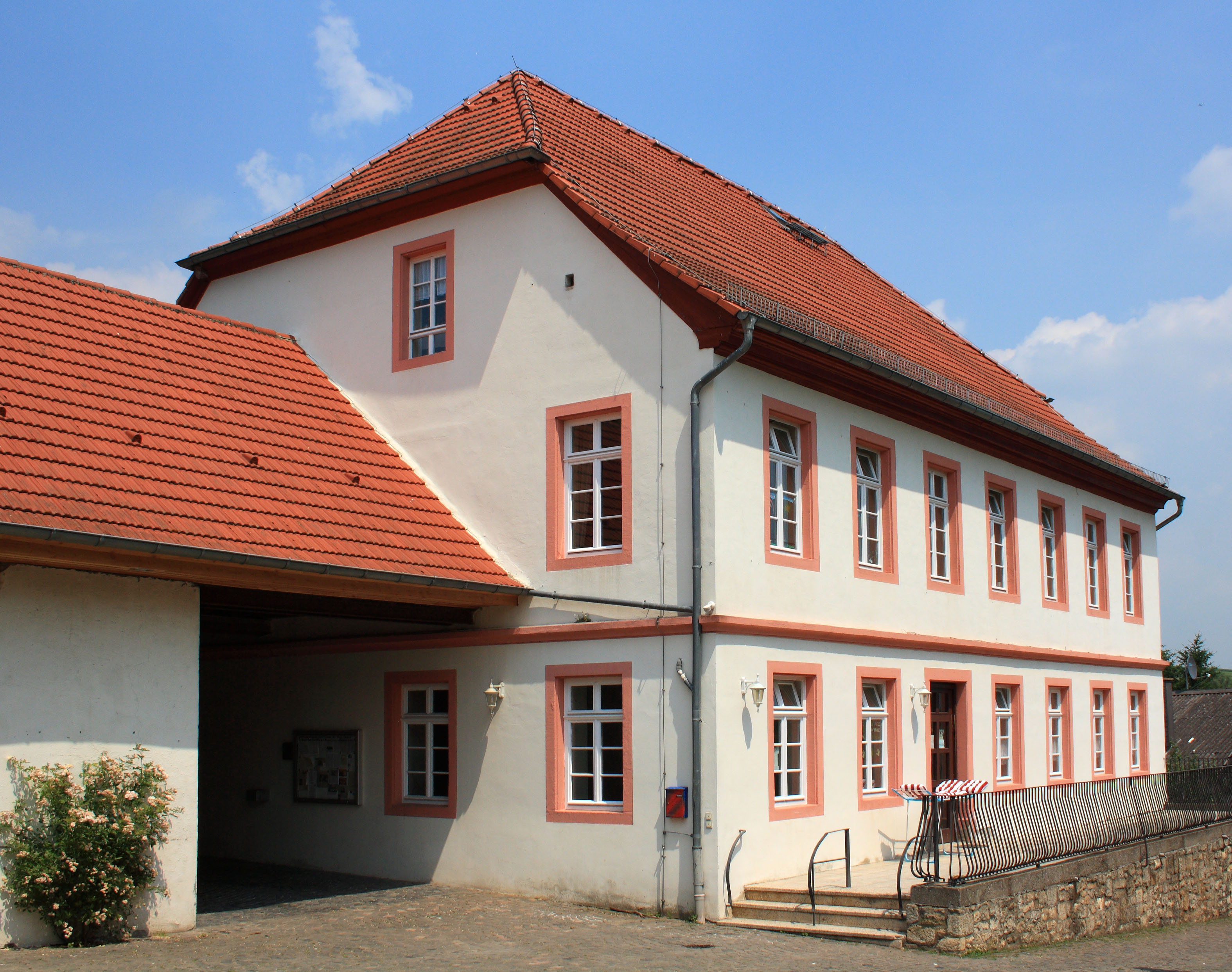
Ehemaliges Rathaus in Stadecken

Der Gemeinderat in Stadecken-Elsheim besteht aus 20 Ratsmitgliedern, die bei der Kommunalwahl am 9. Juni 2024 in einer personalisierten Verhältniswahl gewählt wurden, und dem ehrenamtlichen Ortsbürgermeister als Vorsitzendem.
Die Sitzverteilung im Gemeinderat:
| Wahl | SPD | CDU | FDP | FWG | GAL | Gesamt   |
| ---- | --- | --- | --- | --- | --- | -------- |
| 2024 | 8   | 9   | 1   | 2   | –   | 20 Sitze |
| 2019 | 9   | 8   | 1   | 2   | –   | 20 Sitze |
| 2014 | 9   | 9   | 1   | 1   | –   | 20 Sitze |
| 2009 | 7   | 7   | 2   | 2   | 2   | 20 Sitze |
| 2004 | 7   | 7   | 2   | 2   | 2   | 20 Sitze |

- FWG = Freie Wählergruppe in der Verbandsgemeinde Nieder-Olm
- GAL = Grün-Alternative Liste Nieder-Olm e. V.

### Bürgermeister
Ortsbürgermeister von Stadecken-Elsheim ist seit 2014 Thomas Barth (CDU); er war auf den zuvor von 2004 bis 2014 amtierenden Hermann Müller (ebenfalls CDU) gefolgt. Zuletzt konnte er sich bei den Wahlen am 9. Juni 2024 mit einem Stimmenanteil von 54,80 % durchsetzen und wurde damit für weitere fünf Jahre in seinem Amt bestätigt.

### Gemeindepartnerschaften
Seit 1980 pflegt Stadecken-Elsheim Kontakte innerhalb Europas. In diesem Jahr wurde mit der französischen Gemeinde Rupt-sur-Moselle im südlichen Lothringen eine kommunale Partnerschaft begründet. Zehn Jahre später wurden im Zuge der deutschen Wiedervereinigung Partnerschaftsverträge mit den beiden nebeneinanderliegenden Gemeinden Wilbich und Ershausen in Thüringen unterzeichnet. Im Jahr 2000 wurden die europäischen Beziehungen zur italienischen Kleinstadt Bovolone, die 23 km südlich von Verona liegt, erweitert. Alle diese Partnerschaften erfreuen sich großer Unterstützung innerhalb der Gemeinde. Die Ansprechpartner sind jeweils über die Gemeindeverwaltung erreichbar.

## Sehenswürdigkeiten
- Burg Stadeck
- Zollturm an der 11.000 Mägde-Mühle
- Windhäuser Hof

Siehe auch: Liste der Kulturdenkmäler in Stadecken-Elsheim

## Wirtschaft und Infrastruktur

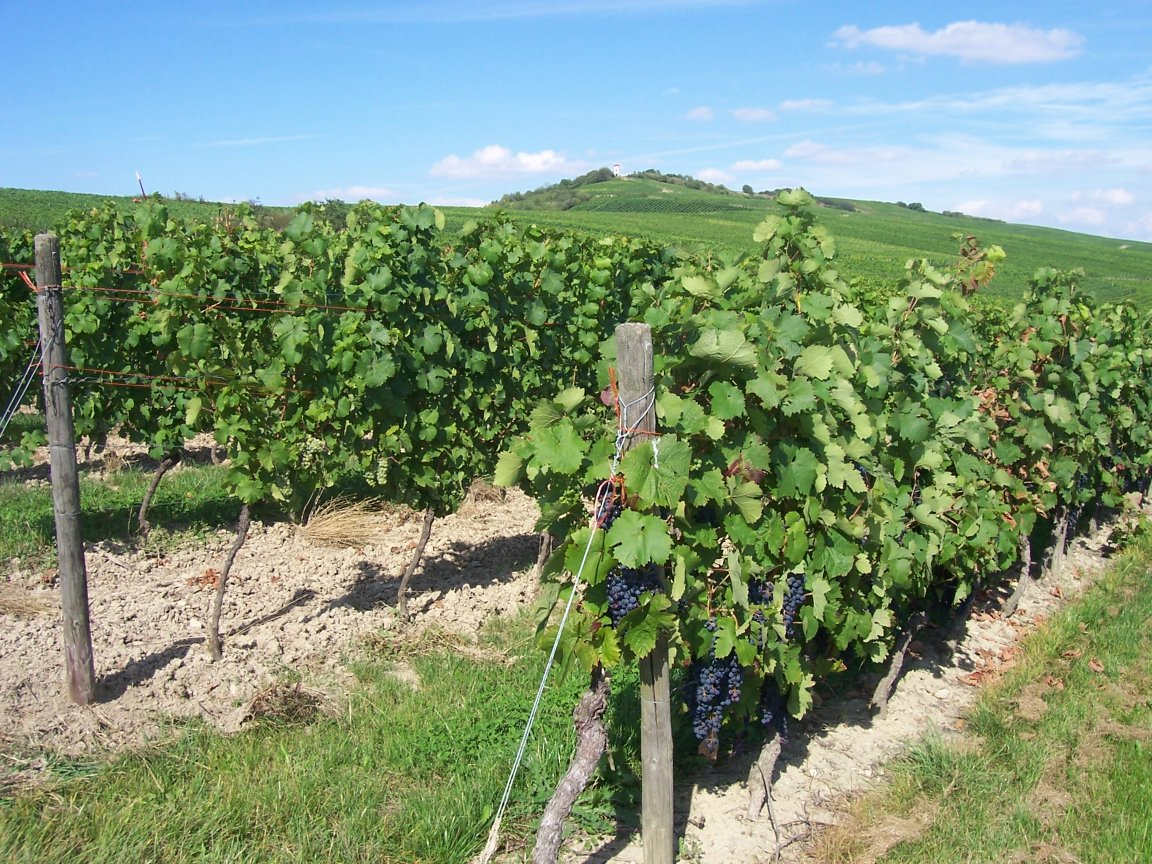
Weinberge in Elsheim

### Weinbau
Aufgrund des hochwertigen Bodens und des milden Klimas im Rheintal blickt der Weinbau hier auf eine lange Tradition zurück. Die Gemeinde ist daher vom Weinbau geprägt und heute mit ihren Weinlagen Stadecker Spitzberg, Stadecker Lenchen, Elsheimer Blume und Elsheimer Bockstein am Mainzer Berg eine der größten Weinbaugemeinden Rheinhessens. Die typische Rebsorte ist der Silvaner, aber auch Müller-Thurgau, Riesling, Portugieser und vermehrt verschiedene Burgunder-Sorten werden in größerem Umfang angebaut. Ein Großteil der hier ausgebauten Qualitätsweine werden durch die heimischen Winzer selbst vermarktet. Besonders im Herbst, zur Zeit der Traubenlese, laden auch zahlreiche Straußwirtschaften zum Besuch ein.
Rund um Stadecken-Elsheim stehen einige Weinbergshäuschen, wie der historische, denkmalgeschützte Trullo nördlich und der Hiebergturm nordöstlich des Ortes, der auch als Aussichtsturm zugänglich ist. An beiden führt der 6 km lange Adam-Elsheimer-Weg vorbei, ein Rundwanderweg durch die Weinberge, der dem bekannten deutschen Barockmaler Adam Elsheimer gewidmet ist, der seine Wurzeln in Elsheim hat. Südlich von Stadecken-Elsheim steht die weithin sichtbare Stadecker Warte.

### Verkehr
Die Gemeinde liegt fünf Kilometer entfernt von der Bundesautobahn 63 am Schnittpunkt der Landesstraßen 413, 426 und 428. Stadecken-Elsheim liegt im Gebiet des Rhein-Nahe-Nahverkehrsverbunds und wird regelmäßig von drei Buslinien der Kommunalverkehr Rhein-Nahe, die die ÖPNV-Verbindung mit dem Rheinhessischen Umland (unter anderem der Kreisstadt Ingelheim am Rhein) und mit Mainz darstellen, sowie Anschluss zum Rhein-Main-Verkehrsverbund herstellen:
- Der Linie 630 zwischen Bad Kreuznach und Mainz
- Der Linie 640 zwischen Ingelheim und Oppenheim
- Der Linie 654 zwischen Mainz und Ingelheim (fährt regelmäßig nur durch Elsheim und bedient nicht Stadecken)

## Persönlichkeiten

### Söhne und Töchter des Ortes
- Michael Wolf (1859–1929), Geometer und Politiker, Abgeordneter der 2. Kammer der Landstände des Großherzogtums Hessen
- Friedrich Axt (1870–1947), Abgeordneter im Landtag des Volksstaates Hessen, geboren in Elsheim
- Christine Axt-Piscalar (* 1959), evangelische Theologieprofessorin

### Persönlichkeiten, die mit Stadecken-Elsheim in Verbindung stehen
- Daniel Christoff (1926–1996), Schriftsteller, Dramatiker, Drehbuchautor und Filmregisseur, lebte viele Jahre in Stadecken-Elsheim.
- Adam Elsheimer (1578–1610), bedeutender deutscher Barockmaler des 17. Jahrhunderts, dessen familiäre Wurzeln (nicht bestätigt) in Elsheim liegen.
- Friedrich Theodor Langen (1800–1882), Advokat und Politiker des 19. Jahrhunderts, der zeitweise in Elsheim lebte.
- Franz Staab (1942–2004), Mediävist, Professor an der Universität Koblenz-Landau, lebte bis zu seinem Tod in Stadecken-Elsheim.